# Лумшоры
Лумшоры (укр. Лумшори) — село в Турье-Реметовской сельской общине Ужгородского района Закарпатской области Украины.
Расположено на реке Туричка возле каскада водопадов. Имеется бальнеологический курорт, горнолыжная трасса с подъемником.
Население по переписи 2001 года составляло 84 человека. Почтовый индекс — 89222. Телефонный код — 3145. Занимает площадь 2,244 км².